# جافريلينا
ولدت جافريلينا في 26 يونيو 2002. فقدت والدها في سن مبكرة.
في سن الرابعة عشرة، فتحت جافريلينا حسابًا على Musical.ly (ثمTikTok).
في نهاية مارس 2021، أصبح كتاب بعنوان "Blitze к звёздам! Не стесняйся، будь собой"، من تأليف جافريلينا، متاحًا للطلب المسبق. في سبتمبر من ذلك العام، أصبحت جافريلينا عضوًا وبعد ذلك وصلت إلى المرحلة النهائية في برنامج "Stars in Africa" (بالروسية:"Звёзды в Африке") على القناة التلفزيونية" ТNТ".
في عام 2023، تم إصدار مسلسل بعنوان "Открытый брак" على سينما الإنترنت Okko، حيث لعبت يوليا دورًا.
 

## الجوائز والترشيحات
| سنة  | جائزة                                              | ترشيح                              | نتيجة  | المرجع |
| ---- | -------------------------------------------------- | ---------------------------------- | ------ | ------ |
| 2020 | نتائج عام 2020 حسب البرنامج التلفزيوني «ТНТ Music» | مرشحة للقب أفضل تيك توك لهذا العام | [ 9 ]  |        |
| 2021 | "جوائز المراهقين المراهقات 2021"                   | الفوز بلقب أنستغرام العام          | [ 10 ] |        |
| 2021 | نتائج عام 2021 حسب البرنامج التلفزيوني «ТНТ Music» | مرشحة للقب أفضل تيك توك لهذا العام | [ 11 ] |        |